# Kłodawa
Kłodawa (udtale: [kwɔˈdava])   er en by i den østligste del af  voivodskabet Storpolen i  den vestlige centrale del af Polen. Byen   har 6.074(2021) indbyggere og et areal på 4,32 km², og er en del af  powiatet Koło.
Kłodawa ligger ved Rgilewka, en biflod til floden Warta. I byen ligger  Kłodawa Saltmine, den største  saltmine i drift i Polen. Den udvinder halit (stensalt) og salte af kalium og magnesium.

## Historie
Kłodawa blev bosat i det 11. århundrede af håndværkere, der byggede St. Giles-kirken. Den fik kommunale rettigheder i 1430. En stor del af byen blev ødelagt i krigene i det 17. århundrede og Anden Verdenskrig. Den var engang hjemsted for et pulserende jødisk samfund, der blev udslettet under den tyske besættelse. I udkanten er der en kirkegård fra bronzealderens Lausitzkultur. 
I det 11. århundrede opførte den polske monark Władysław 1. Herman en kirke på stedet. Bosættelsens navn kommer fra det gamle polske ord kłoda. Den opnåede byrettigheder den 9. august 1430 ved dekret fra kong Vladislav 2. Jagello. Det var en kongeby, administrativt beliggende i Łęczyca-powiatet i Łęczyca-voivodskabet i provinsen Storpolen Kongeriget Polens krone.
I 1455 fritog kong Kasimir 4. Jagiellon byen for told, hvilket bidrog til dens vækst. Det var den næststørste by i Łęczyca Voivodeship på det tidspunkt, lige efter Łęczyca. Byen blev alvorligt beskadiget i 1650'erne af de invaderende svenskere under svenskernes invasion, hvor  af indbyggerne blev dræbt. Trods bistand udefra tog genopbygningen meget lang tid. I det 18. århundrede finansierede general Ernest Chryzostom Dorpowski et barokkloster med Maria Himmelfartskirken, som stadig er byens mest bemærkelsesværdige historiske vartegn.
Kłodawa blev  efter Polens anden deling i 1793 annekteret af Kongeriget Preussen. I 1794 blev det kortvarigt befriet af polske oprørere. Fra 1806 til 1815 byen var en del af Hertugdømmet Warszawa, og Kongrespolen  var en russisk satellitstat.  I 1826 rejste Frédéric Chopin gennem byen.
Under januaroprøret, den 12. juli 1863, fandt slaget ved Kłodawa sted, hvor 600 polske oprørere stødte sammen med 1.200 russiske soldater.  I 1867 mistede Kłodawa sine stadsrettigheder, som en del af russisk undertrykkelse efter den mislykkede januaropstand. Under Første Verdenskrig blev byen besat af Det tyske rige fra 1914 til 1918. Efter en træfning mellem de besættende tyskere og lokale polakker blev byen befriet i november 1918 og blev en del af det genfødte Polen.